# BRDM-2
El BRDM-2 (Boyevaya Razvedyvatelnaya Dozornaya Mashina, Боевая Разведывательная Дозорная Машина, literalment "Vehicle de reconeixement") és un vehicle policial amfibi blindat utilitzat a Rússia i a l'antiga Unió Soviètica. També es coneixia amb els noms BTR-40PB, BTR-40P-2 i GAZ 41-08. Aquest vehicle, com altres dissenys soviètics, s'ha exportat i s'utilitza en com a mínim 38 països. Havia de substituir l'antic BRDM-1, que no disposava ni de la millora com a vehicle amfibi ni de millor armament.
Després d'uns quants anys d'ús del BRDM-1 a l'exerècit soviètic, es van fer evidents les seves limitacions i desavantatges. El vehicle no disposava de cap torreta i l'artiller, per tal d'utilitzar l'armament, havia d'obrir l'escotilla i exposar-se al foc enemic. Tampoc tenia un sistema de protecció NBQ i per defecte no tenia equipament de visió nocturna. El vehicle tampoc comptava amb mires especials, fet que afectava la seva eficàcia com a vehicle de reconeixement. Aquests inconvenients van impulsar la creació d'un nou vehicle que estigués adaptat al camp de batalla modern.
El BRDM-2 té una tripulació de quatre persones: un pilot, un copilot, un comandant i un artiller. Té un parell de rodes auxiliars impulsades per cadenes sota la panxa, que permeten creuar trinxeres com el seu predecessor, i un sistema centralitzat de regulació de la pressió dels pneumàtics, que es pot utilitzar fins i tot quan el vehicle està en moviment per tal d'adaptar-se a les condicions del terra.